# Neukirchen/Erzgeb.
Pour les articles homonymes, voir Neukirchen.
Neukirchen/Erzgeb. est une commune de Saxe (Allemagne), située dans l'arrondissement des Monts-Métallifères, dans le district de Chemnitz.